# Сегментування ринку
Сегментува́ння ри́нку — один з методів маркетингу, що полягає у розподілі потенційних споживачів на групи на основі відмінностей у їх потребах, характеристиках та поведінці. Застосування концепції ринкового сегментування дозволяє підприємству (фірмі) досягти максимальної результативності маркетингової діяльності шляхом використання своїх сильних сторін з урахуванням реальних умов на ринку.
Сегментування — це поділ усього ринку на окремі частини (сегменти), кожен з яких охоплює більш або менш однорідні групи потенційних покупців з приблизно однаковими споживчими перевагами і стереотипом поведінки.
- Сегментування за географічним принципом — розподіл ринку на різні географічні об'єкти: країни, штати, регіони, округи, міста, мікрорайони.
- Сегментування за демографічним принципом — розподіл ринку на споживчі групи за такими демографічними ознаками, як вік, стать, розмір сім'ї, етапи життєвого циклу сім'ї, рівень прибутків, рід занять, освіта, віросповідання, раса і національність.
- Сегментування за економічним принципом — розподіл ринку за рівнем доходів і заощаджень населення; рівнем інфляції;
- Сегментування за психологічним принципом — за належністю до певного суспільного класу або соціальної групи; способом життя; типом особистості; структурою потреб тощо;
- Сегментування за поведінковим принципом (за мотивами здійснення покупки; ступенем готовності покупця до сприйняття товару або ступенем прихильності до товару або товарної марки тощо).
- Сегментування за мотивами для здійснення купівлі або використання товару — розподіл ринку на групи на підставі тих мотивів, які супроводжували виникнення ідеї про придбання товару, фактичне придбання товару або використання придбаного раніше товару.

Кваліфікований ринок — група покупців, яка виявляє зацікавленість і має прибуток, доступ і право користування стосовно до певного товару або послуги.
Міжринкова сегментація — формування сегментів споживачів зі схожими потребами й купівельною поведінкою, що живуть в одній або кількох країнах.

## Мета сегментування
Метою сегментування є максимальне проникнення підприємства на ті сегменти ринку, які мають потребу в певній продукції, замість того, щоб розпилювати зусилля по всьому ринку.
Політика сегментування ринку передбачає виділення окремих частин (сегментів) ринку, що відрізняються один від одного характеристиками попиту на товари та послуги і реакцією на маркетингові дії.
Одночасне обслуговування кількох ніш — стратегія, за якої компанія пропонує низку незалежних товарів або послуг, розрахованих на залучення клієнтів, що належать до окремих вузьких сегментів ринку.

## Значення сегментування
Значення політики сегментування полягає в тому, що:
- використання нового способу сегментації ринку для продукції підприємства дозволяє уникнути гострої конкуренції;
- сегментування може бути ефективним способом «омолоджування» продукції, що вступила у фазу зниження попиту, або надання її нового імпульсу попиту на ринку;
- може дати можливість відносно невеликого підприємства втримувати свої позиції в галузі або виробництві, де її доводиться конкурувати з великими підприємствами.

## Сегментація у маркетингу
Сегментування маркетингових методів та закликів може давати клієнтам відчуття особистого «спілкування» з брендом. Сегментація за типами ринку дозволяє компаніям орієнтуватися на чітко визначені потреби й уподобання споживачів і мати більш індивідуальний підхід до різних груп споживачів. Автоматизація дозволяє маркетологам створювати кампанії для окремих категорій споживачів. Це може бути розташування, вік, стать, інтереси, політичні вподобання тощо. Такий підхід дозволяє маркетинговим стратегіям бути більш релевантними для споживачів, ніж масові розсилки.

## Рівні сегментування
Розрізняють 3 рівні сегментування:
1. стратегічне сегментування (макросегментування);
2. продуктове (товарне) сегментування (мікросегментування);
3. конкурентне сегментування (знаходження ринкової ніші).

Стратегічне сегментування передбачає визначення базового ринку, на якому підприємство збирається діяти, тобто виділення стратегічних зон господарювання (СЗГ) на корпоративному рівні.
Стратегічне сегментування доцільне для формування бізнес-напрямів, які дають підприємству можливості найповнішого економічного, технологічного і стратегічного зростання.
Отже, макросегментування базується здебільше на загальних характеристиках і забезпечує ідентифікацію ринків товарів.
Мікросегментування — це виявлення всередині ідентифікованого ринку товарів ринкових сегментів. Вона базується на врахуванні різноманітності потреб потенційних покупців, зумовленим відмінностям їхніх споживчих переваг і намірів.
Бажані товари — товари, які приносять велике миттєве задоволення, і мають істотні переваги в довгостроковій перспективі.
Основою конкурентної сегментації є визначення ринкової ніші, не зайнятої конкурентами.
У процесі сегментування виявляються окремі частини ринку, якими виробники нехтують, а споживачі, котрі становлять ці сегменти, задовольняють свої потреби, не забезпечуючи повністю реалізацію своїх бажань і переваг. Такі частини ринку називають ринковим вікном.
Значущість — міра, до якої сегмент може вважатися досить великим або прибутковим.
Ринкові сегменти, в яких підприємство забезпечило собі стабільне становище на довгострокову перспективу, попри зусилля конкурентів, називається ринковою нішею, яка є основним джерелом прибутків і гарантій стабільності становища підприємства.
Маркетинг на рівні ринкових ніш — формування компанією пропозицій товарів і послуг, більшою мірою пристосованих до специфічних потреб споживачів одного або кількох підсегментів ринку, що часто характеризуються меншим ринком конкуренції.

## Підходи до формування ринкової ніші
Існує 2 підходи до формування ринкової ніші:
1. по вертикалі — полягає в пошуку шляхів реалізації групи або окремо функціонально близьких товарів по різних групах споживачів;
2. по горизонталі — полягає в пошуку шляхів реалізації товарів і послуг, які є функціонально незалежними між собою, для задоволення різноманітних потреб споживачів.

## Методи сегментування ринку
Розрізняють такі методи сегментування ринку:
- сегментування за вигодами;
- побудова мережі сегментації;
- сегментування на основі багатовимірної класифікації;
- сегментування на основі угрупувань;
- сегментування на основі функціональних карт.

Метод сегментування за вигодами базується на відмінностях у системі цінностей споживачів і оснований на побудові моделі поведінки споживачів.
Метод побудови мережі сегментації базується на використанні комбінації різних ознак сегментації. Цей метод використовують на рівні макросегментації для виділення базових ринків.
Метод багатовимірної класифікації дозволяє поділити споживачів на типологічні групи за параметрами споживчої поведінки. Суть цього методу полягає в одночасній багатовимірній класифікації ознак споживчої поведінки.
Метод угрупувань полягає в послідовному розподілі сукупності об'єктів на групи за найбільш значущими ознаками сегментації. При цьому одна з ознак виступає як системоутворювальна. Потім формують підгрупи, в яких значущість цієї ознаки значно вища, ніж в усій сукупності потенційних споживачів товару.

## Психографіка
Психографіка — техніка, що дозволяє виміряти характеристики образу життя і класифікувати їх; вона розкриває значення основних змінних ДІМ (діяльність, інтереси, думки).
Психографічна сегментація — розбивка ринку на різні групи за ознакою належності до певного соціального класу, за стилем життя або особистими характеристиками.

## Метод складання функціональних карт
Метод складання функціональних карт. Цей метод оснований на проведенні своєрідної подвійної сегментації. Такі карти можуть бути:
1. однофакторними (при сегментації за одним чинником і для однорідної групи товарів);
2. багатофакторними(при аналізі того, для яких груп споживачів призначено конкретну модель товару і які її параметри найважливіші для його просування на ринку).

## Список використаних джерел
1. Балабанова Л. В. Маркетинг: Підручник. — 2-ге вид., перероб. і доп. — К.: Знання-Прес, 2004. — 645 с.
2. Балобанова Л. В. та ін.. Маркетинг — практикум: Навч. Посібник. — Донецьк: ДонДУЕТ, 2001. — 279 с.
3. Палига Є. М. Основи сучасного маркетингу. Навч. посіб. Львів, 2007
4. Голубков Е. П. Маркетинг: Словарь. — М.: Економіка: Дело Лтд,1994. — 159 с.